# Pseudobunaea reginamasabae
Pseudobunaea reginamasabae är en fjärilsart som beskrevs av Stoneham 1962. Pseudobunaea reginamasabae ingår i släktet Pseudobunaea och familjen påfågelsspinnare. Inga underarter finns listade i Catalogue of Life.